# Schweizerischer Städteverband
Der Schweizerische Städteverband (französisch Union des villes suisses, italienisch Unione delle città svizzere) ist ein Dienstleistungs- und Interessenverband, der die Interessen der Städte und städtischen Gemeinden in der Schweiz vertritt.
Neben der Interessensvertretung gegenüber Politik, Medien und Öffentlichkeit berät der Schweizerische Städteverband seine 132 Mitgliedstädte, fördert den Erfahrungsaustausch unter seinen Mitgliedern und publiziert Studien, Richtlinien und Empfehlungen. Die Geschäftsstelle befindet sich in Bern. Derzeitiger Präsident ist Anders Stokholm, Stadtpräsident von Frauenfeld.

## Geschichte
Die Gründung geht auf eine Idee zurück, die an der Landesausstellung 1896 in Genf entwickelt und ein Jahr später umgesetzt wurde. In einer ersten Phase stand der Erfahrungsaustausch im Vordergrund. In den Zwischenkriegsjahren verfolgte der Städteverband auch konsumentenschützerische Anliegen. Mitte des 20. Jahrhunderts verlagerte sich das Gewicht auf die Interessenwahrung gegenüber den Bundesbehörden. Bereits 1940 hielt der Städteverband in einer Resolution fest:

«Unser Standpunkt ist der, dass wenn der Bund seinen Grundsatz aufgibt und über die Kantone hinweg den Gemeinden Pflichten auferlegt, er sie auch dann nicht vergessen soll, wenn ausserordentliche Einnahmen zu verteilen sind. Er soll viel mehr die Kantone verpflichten, einen angemessenen Beitrag an ihre Gemeinden weiterzuleiten.»

Im Zuge des tiefgreifenden wirtschaftlichen und gesellschaftlichen Wandels der letzten Jahrzehnte sind sowohl die Herausforderungen an die Städte wie auch deren Bedeutung gewachsen, entsprechend nahmen auch die Aktivitäten des Verbandes zu.

## Mitgliedschaft
Der Verband zählt derzeit 132 Mitglieder. Dazu gehören neben grossen Kernstädten wie Zürich und Genf und Agglomerationsgemeinden wie Meyrin und Riehen auch kleinere Städte wie Burgdorf und St. Moritz. Gemeinhin gelten Gemeinden mit mehr als 10'000 Einwohnern als Städte. Mitglied des Städteverbandes können bereits Gemeinden ab 5000 Einwohner werden, falls sie städtischen Charakter aufweisen (beispielsweise Kantonshauptorte).
Des Weiteren können öffentlich-rechtliche oder privatrechtliche Organisationen der interkommunalen Zusammenarbeit mit eigener Rechtspersönlichkeit Mitglieder ohne Stimmrecht werden, sofern drei Viertel der in ihrem Gebiet liegenden Gemeinden mit über 10'000 Einwohnern Mitglied des Schweizerischen Städteverbandes sind.
Folgende Städte und Gemeinden zählen derzeit zu den Mitgliedern (Stand: 31. Dezember 2023):
- Aarau, Adliswil, Aesch BL, Aigle, Altdorf, Altstätten, Amriswil, Appenzell, Arbon, Arosa, Affoltern am Albis
- Baden, Basel, Bassersdorf, Bellinzona, Bern, Biel, Binningen, Birsfelden, Brig-Glis, Brugg, Buchs SG, Bülach, Bulle, Burgdorf, Bussigny VD
- Carouge, La Chaux-de-Fonds, Chiasso, Chur
- Delsberg, Dietikon, Dübendorf
- Emmen
- Frauenfeld, Freiburg, Freienbach
- Genf, Gland, Glarus, Gossau SG, Le Grand-Saconnex, Grenchen
- Herisau, Horgen, Hochdorf
- Illnau-Effretikon, Interlaken, Ittigen
- Kloten, Köniz, Kreuzlingen, Kriens, Küsnacht ZH, Küssnacht am Rigi
- Lancy, Langenthal, Lausanne, Lenzburg, Liestal, Locarno, Le Locle, Lugano, Luzern, Lyss
- Martigny, Meilen, Meyrin, Monthey, Montreux, Morges, Moutier, Münsingen, Murten, Muttenz
- Neuenburg, La Neuveville, Nyon
- Olten, Onex, Opfikon, Ostermundigen
- Payerne, Plan-les-Ouates, Prilly, Pully
- Rapperswil-Jona, Regensdorf, Reinach BL, Renens VD, Rheinfelden, Riehen, Romanshorn, Rorschach, Rüti ZH
- Sarnen, Schaffhausen, Schlieren, Schwyz, Siders, Sitten, Solothurn, Spiez, St. Gallen, St. Moritz, Stäfa, Steffisburg, Sursee
- Thalwil, Thun, La Tour-de-Peilz
- Urdorf, Uster, Uzwil
- Vaduz, Vernier, Versoix, Vevey, Villars-sur-Glâne
- Wädenswil, Wallisellen, Weinfelden, Wettingen, Wetzikon, Wil SG, Willisau, Winterthur, Worb
- Yverdon-les-Bains
- Zofingen, Zuchwil, Zug, Zürich

### Mitglied ohne Stimmrecht
- Gemeindepräsidentenverband Kanton Zürich

## Organisation

### Vorstand
Der Vorstand leitet den Verband und vertritt ihn nach aussen. Er besteht aus folgenden Mitgliedern (Stand: 31. Dezember 2023):
- Anders Stokholm, Stadtpräsident Frauenfeld, Präsident des Schweizerischen Städteverbandes
- Sami Kanaan, Stadtrat Genf, Vizepräsident des Schweizerischen Städteverbandes
- Corine Mauch, Stadtpräsidentin Zürich, Vizepräsidentin des Schweizerischen Städteverbandes
- Bruno Arrigoni, Stadtpräsident Chiasso
- Conradin Cramer, Regierungspräsident Basel-Stadt
- Ramona Gut-Rogger, Gemeindepräsidentin Emmen
- Barbara Horlacher, Stadtammann Brugg
- Grégoire Junod, Stadtpräsident Lausanne
- Michael Künzle, Stadtpräsident Winterthur
- Philipp Kutter, Stadtpräsident Wädenswil und Nationalrat
- Raphael Lanz, Stadtpräsident Thun
- Franziska Stadelmann, Gemeindepräsidentin Muttenz
- Thierry Steiert, Stadtammann Freiburg
- Philipp Varone, Stadtpräsident Sitten
- Marieke Kruit, Stadtpräsidentin Bern
- Mélanie Wyss, Stadtpräsidentin Morges

### Städtetag
Im Rahmen seiner Delegiertenversammlung veranstaltet der Verband jährlich den sogenannten «Städtetag». Der Städtetag bietet neben der Delegiertenversammlung ein thematisches Programm und fand in den vergangenen Jahren in den folgenden Städten statt:
- 2008: Lugano – «Agglomerationen: Fusion oder Zusammenarbeit»
- 2009: Luzern – «Wem gehört der öffentliche Raum? Nutzungen zwischen Anspruch und Verantwortung»
- 2010: Zürich – «Mobilität an ihren Grenzen – neue Konzepte für die Zukunft»
- 2011: Peseux und Neuenburg – «Strukturwandel und Aufbruch»
- 2012: Bern – «Das politische und wirtschaftliche Gewicht der urbanen Schweiz»
- 2013: St. Gallen – «Service Public zwischen Anspruch und Selbstverantwortung»
- 2014: „Glattalstadt“ – «Was macht die Stadt zur Stadt?»
- 2015: Genf-Lancy – «Was sichert den sozialen Zusammenhalt?»
- 2016: Schaffhausen – «Die Zukunft findet Stadt – Was die Städte morgen beschäftigt und prägt»
- 2017: Montreux – «Stadt und Sharing Economy: Besser Leben dank Teilen?»
- 2018: Solothurn – «Kulturstadt – Stadtkultur»
- 2019: Chur – «Strukturwandel mit Potenzial – bringt Leben in die Stadt!»
- 2020: Aufgrund der Covid-19-Pandemie erfolgte die Delegiertenversammlung schriftlich
- 2021: Thun – «Städte der Beteiligung»
- 2022: Basel – 125-Jahre-Jubiläum des Schweizerischen Städteverbandes
- 2023: Aarau – «Mobilität und öffentlicher Raum neu Denken»
- 2024: Lausanne – «Innenentwicklung und Wohnraumversorgung: Herausforderungen und Chancen für die Städte»

### Netzwerk
Dem Verband sind eine Reihe von Sektionen angeschlossen, welche einen Meinungs- und Erfahrungsaustausch sowie weitergehende Zusammenarbeit in ihren jeweiligen Fachbereichen fördern.

#### Schweizerischer Verband Kommunale Infrastruktur
Der Schweizerische Verband Kommunale Infrastruktur (SVKI) ist eine Sektion des Städteverbandes und Partner des Schweizerischen Gemeindeverbandes. Er setzt sich politisch und fachlich für ein nachhaltiges Management der kommunalen Infrastrukturen ein. Zu den über 260 Mitgliedern des SVKI zählen Städte, Gemeinden, Zweckverbände, Kantone und Gönner der Privatwirtschaft. Der SVKI wurde 2019 aus der ehemaligen Organisation Kommunale Infrastruktur gegründet und wird über Beiträge der Mitglieder finanziert.

#### Sektionen
Als selbständige Organisationen befassen sich sechs weitere Sektionen des Verbands mit spezifischen Fragestellungen in ihrem Fachbereich: die Konferenz Städtischer Sicherheitsdirektorinnen und Sicherheitsdirektoren (KSSD), die Konferenz der städtischen Finanzdirektorinnen und Finanzdirektoren (KSFD), die Städtekonferenz Kultur (SKK), die Städtekonferenz Mobilität (SKM), die Städteinitiative Sozialpolitik und die Städteinitiative Bildung. Neben der fachlichen Zusammenarbeit bündeln die Sektionen die Interessen ihrer Mitgliedsstädte zu spezifischen Fragestellungen und vertreten in Absprache mit dem Schweizerischen Städteverband die Interessen der Städte gegenüber Bund und Kantonen.

#### Kommissionen
Zum Zweck eines breiten Erfahrungsaustauschs, fachlicher Zusammenarbeit sowie gemeinsamer Forschung und Entwicklung bestehen innerhalb des Verbandes diverse Kommissionen. Darunter fallen die Energie- und Klimapolitische Kommission, die Statistikkommission, die Fachgruppe «Stadt- und Gemeindeingenieure», das Zentrum öffentlicher Raum – «ZORA», das Schweizer Netzwerk altersfreundlicher Städte und das Netzwerk lebendige Quartiere (NLQ). Des Weiteren unterstützt der Schweizerische Städteverband die Austauschplattform für Leiterinnen und Leiter der Hochbau- und / oder Planungsämter der grösseren Schweizer Städte «Stadtbaumeisterinnen und Stadtplaner» und betreut diverse Arbeitsgruppen.

## Aktivitäten
Der Verband setzt sich in der Politik für die Interessen des urbanen Raumes ein. Er will die Öffentlichkeit über die urbane Schweiz informieren und bietet Schulungen, Beratung, Dienstleistungen sowie Plattformen für den Erfahrungsaustausch und die Vernetzung unter den Mitgliedsstädten an. Der Verband publiziert Studien, Richtlinien sowie Empfehlungen und veröffentlicht jährlich die «Statistik der Schweizer Städte».

### Politische Interessensvertretung
Basis der politischen Arbeit des Verbandes ist Artikel 50 der Bundesverfassung, der den Bund zur besonderen Rücksicht auf die Interessen der Städte und Agglomerationen verpflichtet. Der Städteverband nimmt deshalb als ständiger Partner an den Vernehmlassungsverfahren des Bundes teil, arbeitet in Expertenkommissionen des Bundes mit und unterhält regelmässige Kontakte zur Bundesverwaltung und zum Parlament und dessen Kommissionen.
Eine wichtige Plattform ist die Tripartite Konferenz (TK), die Fortsetzung der Tripartiten Agglomerationskonferenz (TAK). Getragen vom Bundesrat, der Konferenz der Kantonsregierungen(KdK) sowie dem Städte- und Gemeindeverband institutionalisiert die TK den Dialog zwischen den Staatsebenen und erarbeitet in wichtigen politischen Dossiers gemeinsame Positionen.
Mit dem Schweizerischen Gemeindeverband betreut der Städteverband die Parlamentarische Gruppe «Kommunalpolitik», in der sich Parlamentsmitglieder mit besonderem Interesse an kommunalen Fragen zusammengeschlossen haben. Der Schweizerische Gemeindeverband führt das Sekretariat der Parlamentarischen Gruppe.

### Politikbereiche
Der Verband setzt sich mit Themen und Geschäften aus unterschiedlichen Politikbereichen auseinander. Schwerpunkte bilden städterelevante Themen zu Raumentwicklung, Quartierentwicklung, Wohnen und Agglomerationspolitik. Weitere Schwerpunkte bilden die Verkehrspolitik, die Finanz- und Wirtschaftspolitik, die Energie- und Umweltpolitik sowie die Sozial- und Migrationspolitik. Der Verband äussert sich auch zu anderen Themen, etwa aus den Bereichen Kultur, Bildung und Sicherheit.